# Hit 'N Run Tour
Hit 'N Run Tour fue una mini gira de conciertos que ofreció la banda de rock norteamericana Kiss durante el verano de 2007. En el concierto de San Jacinto, Paul Stanley se vio afectado por un notable aumento de velocidad en los latidos de su corazón, por ello Paul tuvo que ser evacuado al hospital, mientras que Gene Simmons, Tommy Thayer y Eric Singer siguieron con el concierto, el 29 de julio, Paul anunció desde su página web que se encontraba bien de salud. El 24 de agosto Kiss anunció un nuevo concierto para el 2007, esta vez en Canadá, donde hacía siete años que la banda no ofrecía un concierto, además sería su concierto #100 en Canadá, pero el 10 de septiembre Big Mountain Concerts anunció la cancelación del concierto por parte de Kiss.

## Fechas de la Gira
- 20 de julio - Sault Saint Marie, Míchigan- Kewadin Casino
- 21 de julio - Cadott, Wisconsin- Cadott Rock Fest
- 25 de julio - Anaheim, California- Cisco Customer Appreciation Event
- 27 de julio - San Jacinto, California- Soboba Casino Arena
- 15 de septiembre - Whistler, Columbia Británica, Canadá - Coca Cola Tube Park (CANCELADO)

- Datos: Q1172183